# ویرجیل دابلیو. ووگل
ویرجیل دابلیو. ووگل (انگلیسی: Virgil W. Vogel; زاده ۲۹ نوامبر ۱۹۱۹ – درگذشته ۱ ژانویهٔ ۱۹۹۶) یک کارگردان اهل ایالات متحده آمریکا بود. وی بین سال‌های ۱۹۵۰ تا ۱۹۹۵ میلادی فعالیت می‌کرد.

## فیلمشناسی
- مردی از آلامو (۱۹۵۳) تدوین
- نشانی از شر (۱۹۵۸) تدوین
- زیردریایی اسرارآمیز (۱۹۵۰) تدوین